# Bürkert
Tvrtka Bürkert Fluid Control Systems (Christian Bürkert GmbH & Co. KG), njemački je proizvođač uređaja za mjerenje i kontroliranje sustava za tekućine i plinove sa sjedištem u Ingelfingenu. Od osnivanja je u familijarnom vlasništvu.

## Povijest
Bürkert je osnovao 1946. godine Christian Bürkert. Prvi proizvodi su bili temperaturni regulatori za inkubatore i štednjake. Od 1950. godine se tvrtka počinje prvenstveno baviti sustavima baziranim na tekućinama.

## Lokacije
Pored glavnog sjedišta u Ingelfingenu, Bürkert posjeduje tvornice u  Njemačkoj (Criesbach, Gerabronn i Öhringen) i  Francuskoj (Triembach-au-Val), s više od 2.500 zaposlenih u čitavom svijetu. Firma je prisutna u 36 države svijeta s 35 samostalnih tvrtki. Jedinstveni proizvodi i rješenja prilagođeni potrebama kupca se proizvode u 5 Systemhaus lokacije u  Njemačkoj (Criesbach, Drezden, Dortmund),  Americi (Charlotte, NC) i Kini (Suzhou).

## Proizvodi
Proizvodi i sustavi firme Bürkert se pronalaze u više od 300 različitih industrija kao što su: pivnice, laboratorijska tehnologija, medicinsko inženjerstvo i zračno-svemirska industrija. Proizvode se: elektromagnetni ventili, regulacijski ventili, pneumatski ventili, senzori, kontroleri i mjerači masenog protoka i drugi proizvodi. Pored toga, Bürkert nudi sustave i rješenja napravljena za potrebe kupca.

## Odjeli
Tvrtka se dijeli na osnovu primjene svojih proizvoda na dijelove:
- "Water"
- "Gas"
- "Hygienic"
- "Micro"[17]